# Stary Miastków
Stary Miastków – wieś sołęcka w Polsce położona w województwie mazowieckim, w powiecie garwolińskim, w gminie Miastków Kościelny.
W połowie XIX w. wzniesiono dwór i młyn na rzece Wildze. W 1926 roku powstała Ochotnicza Straż Pożarna. W latach 30. XX właścicielem majątku lokalnego był Jan Kowerski. Od 2006 roku istnieje klub piłkarski Laguna Stary Miastków.
W latach 1975–1998 miejscowość administracyjnie należała do województwa siedleckiego.
Wierni Kościoła rzymskokatolickiego należą do parafii Nawiedzenia Najświętszej Maryi Panny w Miastkowie Kościelnym.